# دیبگاشی
دیبگاشی (به لاتین: Dibgashi) یک منطقهٔ مسکونی در روسیه است که در شهرستان داخادایفسکی واقع شده‌است.